# Ryan Doumit
Ryan Matthew Doumit (né le 3 avril 1981 à Moses Lake, Washington, États-Unis) est un receveur de la Ligue majeure de baseball. Il est présentement agent libre.

## Biographie

### Pirates de Pittsburgh

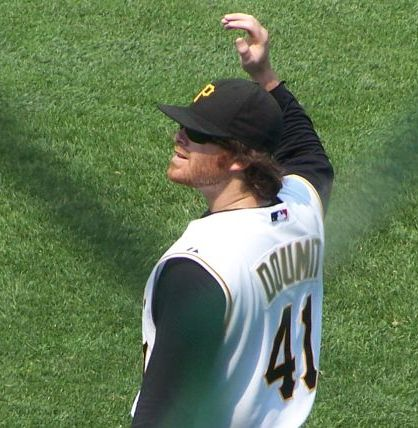
Ryan Doumit en 2007 avec les Pirates.

Ryan Doumit joue au baseball pour son lycée, la Moses Lake High School. Il est drafté le 2 juin 1999 par les Pirates de Pittsburgh dès la fin de ses études secondaires. Il perçoit un bonus de 600 000 dollars à la signature de son premier contrat professionnel le 16 juin 1999.
Il passe six saisons en Ligues mineures sous les couleurs des GCL Pirates (Rk, 1999, 2001), des Williamsport Crosscutters (A, 2000), des Hickory Crawdads (A, 2001-2002), des Altoona Curve (AA, 2001, 2004-2005) et des Indianapolis Indians (AAA, 2005) avant d'être appelé en Ligue majeure. Doumit fait ses débuts en majeures le 5 juin 2005 lors d'une partie contre les Braves d'Atlanta.
Doumit est d'abord utilisé comme remplaçant du receveur titulaire ou frappeur désigné lors de matches interligues. Il devient receveur titulaire en 2008 après avoir occupé parfois les postes de première base ou de champ gauche lors des saisons 2006 et 2007.
Il signe sa meilleure saison en 2008 avec une moyenne au bâton de 0,318, la meilleure en Ligue nationale pour un receveur. Doumit prolonge son contrat de trois ans chez les Pirates le 22 décembre, avec options pour 2011 et 2012. Sur les trois prochaines saisons, Doumit est assuré d'un minimum de 11,5 millions de dollars de revenus (27 millions au maximum).
En 2011, les blessures réduisent le temps de jeu de Doumit, qui ne dispute que 77 parties pour Pittsburgh. Il frappe cependant pour une moyenne au bâton de ,303 durant cette période, avec huit circuits et 30 points produits.

### Twins du Minnesota

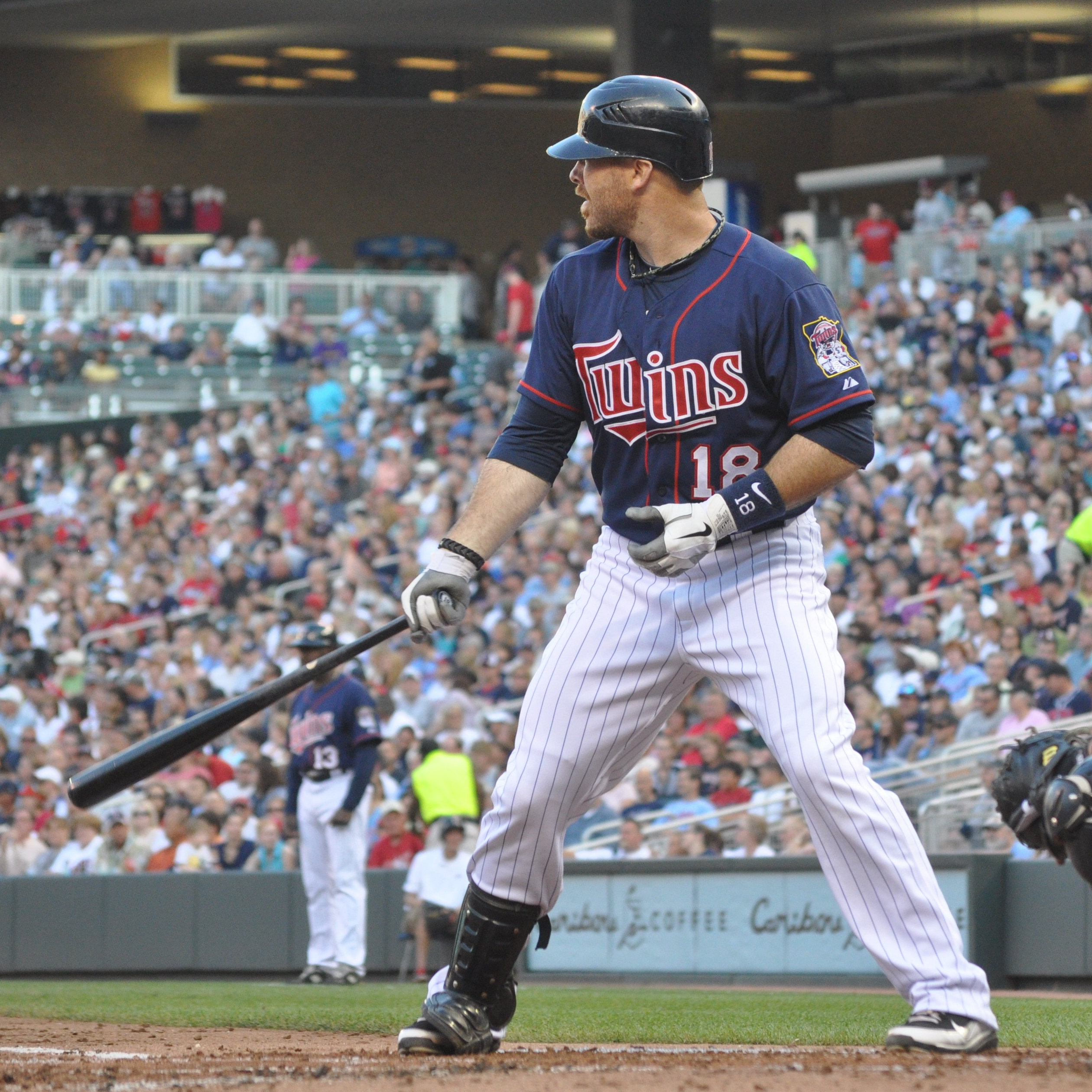
Ryan Doumit au bâton en juin 2012 pour Minnesota.

Devenu agent libre après la saison 2011, il accepte un contrat d'un an des Twins du Minnesota pour la saison 2012.
Receveur principal des Twins pour deux saisons, Doumit frappe pour ,275 en 134 parties en 2012 et établit des records personnels de 18 circuits et 75 points produits. Ses 133 coups sûrs sont son second plus haut total en une année après ses 137 pour Pittsburgh en 2008.
En 2013, il entre en jeu dans 135 parties. Il claque 14 circuits, produit 55 points et sa moyenne au bâton chute à ,247.

### Braves d'Atlanta
Le 18 décembre 2013, les Braves d'Atlanta, qui ont récemment perdu sur le marché des agents libres leur receveur Brian McCann, font l'acquisition de Ryan Doumit en transférant aux Twins un lanceur gaucher des ligues mineures, Sean Gilmartin. Il ne frappe que pour ,197 de moyenne au bâton en 100 matchs des Braves en 2014 et est sans contrat à l'ouverture de la saison 2015.

## Statistiques
| Saison | Équipe     | G   | AB   | R   | H   | 2B  | 3B | HR | RBI | SB | BA   |
| ------ | ---------- | --- | ---- | --- | --- | --- | -- | -- | --- | -- | ---- |
| 2005   | Pittsburgh | 75  | 231  | 25  | 59  | 13  | 1  | 6  | 35  | 2  | .255 |
| 2006   | Pittsburgh | 61  | 149  | 15  | 31  | 9   | 0  | 6  | 17  | 0  | .208 |
| 2007   | Pittsburgh | 83  | 252  | 33  | 69  | 19  | 2  | 9  | 32  | 1  | .274 |
| 2008   | Pittsburgh | 116 | 431  | 71  | 137 | 34  | 0  | 15 | 69  | 2  | .318 |
| 2009   | Pittsburgh | 75  | 280  | 31  | 70  | 16  | 0  | 10 | 28  | 4  | .250 |
| 2010   | Pittsburgh | 124 | 406  | 42  | 102 | 22  | 1  | 13 | 45  | 1  | .251 |
| Totaux | Totaux     | 534 | 1749 | 217 | 468 | 113 | 4  | 59 | 236 | 10 | .268 |

Note : G = Matches joués ; AB = Passages au bâton; R = Points ; H = Coups sûrs ; 2B = Doubles ; 3B = Triples ; 
HR = Coup de circuit ; RBI = Points produits ; SB = Buts volés ; BA = Moyenne au bâton.